# I liga
I liga (tiếng Ba Lan: Pierwsza liga, phát âm tiếng Ba Lan: [ˈpjɛrfʂa ˈliɡa]), tên hiện tại Fortuna I liga do được tài trợ bởi Fortuna, là giải đấu bóng đá chuyên nghiệp hạng 2 thuộc hệ thống bóng đá Ba Lan, xếp sau Ekstraklasa và xếp trên II liga thông qua các con đường thăng/xuống hạng. Giải do Liên đoàn bóng đá Ba Lan (PZPN) điều hành kể từ khi ra đời vào ngày 30 tháng 5 năm 1948. Giải đấu được đổi tên từ giải Hạng 2 (II liga) thành giải Hạng nhất (I liga) vào năm 2008. Giải hiện tại có 18 đội bóng tranh tài, từ năm 2002 tất cả các câu lạc bộ dự giải bắt buộc phải có giấy phép do Liên đoàn cấp.
Trước năm 1939, đã có một số kế hoạch nhằm tạo ra sân chơi hạng nhì cấp quốc gia nằm trong hệ thống bóng đá Ba Lan nhưng đều không thành công. Thay vào đó là sự ra đời của các giải đấu theo từng vùng của Ba Lan, còn được gọi là A Classes (xem thêm tại Giải bóng đá hạng thấp tại Ba Lan giữa thời chiến).

## Câu lạc bộ

### Sân vậng động và địa điểm thi đấu
Lưu ý: Danh sách dưới đây liệt kê theo thứ tự chữ cái.
| Đội bóng                     | Địa điểm         | Nơi tổ chức                  | Sức chứa |
| ---------------------------- | ---------------- | ---------------------------- | -------- |
| Arka Gdynia                  | Gdynia           | Stadion Miejski              | 15.139   |
| Bruk-Bet Termalica Nieciecza | Nieciecza        | Stadion Bruk-Bet Termaliki   | 4,666    |
| Chrobry Głogów               | Głogów           | Stadion Miejski              | 2.817    |
| GKS Bełchatów                | Bełchatów        | GIEKSA Arena                 | 5,264    |
| GKS Jastrzębie               | Jastrzębie-Zdrój | Stadion Miejski              | 5,650    |
| GKS Tychy                    | Tychy            | Stadion Miejski              | 15,150   |
| Górnik Łęczna                | Łęczna           | Stadion Górnika              | 7,456    |
| Korona Kielce                | Kielce           | Suzuki Arena                 | 15,550   |
| ŁKS Łódź                     | Łódź             | Stadion ŁKS                  | 5,700    |
| Miedź Legnica                | Legnica          | Stadion Miejski              | 6,864    |
| Odra Opole                   | Opole            | Stadion Miejski              | 4,560    |
| Puszcza Niepołomice          | Niepołomice      | Stadion Miejski              | 2,118    |
| Radomiak Radom               | Radom            | Stadion Miejski              | 4,066    |
| Resovia                      | Rzeszów          | Stadion Miejski1             | 11,547   |
| Sandecja Nowy Sącz           | Nowy Sącz        | Władysław Augustynek Stadium | 2,988    |
| Stomil Olsztyn               | Olsztyn          | Stadion Miejski              | 16,800   |
| Widzew Łódź                  | Łódź             | Stadion Widzewa              | 18,018   |
| Zagłębie Sosnowiec           | Sosnowiec        | Stadion Ludowy               | 7,500    |

1. ^ Do sân vậng động Resovia tại Rzeszów đang được cải tạo, Resovia sẽ chơi các trận sân nhà tại sân vậng động Stadion Miejski ở Rzeszów. Lúc đầu họ định chơi các trận sân nhà tại Podkarpackie Centrum Piłki Nożnej ở Stalowa Wola.[3][4]

## Các nhà vô địch hạng nhì của Ba Lan
| - 1949: Górnik Radlin, Garbarnia Kraków - 1950: Gwardia Szczecin, Ogniwo Bytom - 1951: Budowlani Gdańsk, OWKS Kraków - 1952: Gwardia Warsaw, Budowlani Opole - 1953: Gwardia Bydgoszcz - 1954: Stal Sosnowiec - 1955: Budowlani Opole - 1956: Polonia Bytom - 1957: Polonia Bydgoszcz, Cracovia - 1958: Pogoń Szczecin, Górnik Radlin - 1959: Odra Opole, Stal Sosnowiec - 1960: Lech Poznań, Stal Mielec - 1961: Gwardia Warsaw - 1962: Stal Rzeszów, Pogoń Szczecin - 1962–63: Szombierki Bytom - 1963–64: Śląsk Wrocław - 1964–65: Wisła Kraków - 1965–66: Cracovia - 1966–67: Gwardia Warsaw - 1967–68: Zagłębie Wałbrzych - 1968–69: Gwardia Warsaw - 1969–70: ROW Rybnik - 1970–71: Odra Opole - 1971–72: ROW Rybnik - 1972–73: Szombierki Bytom - 1973–74: Arka Gdynia, GKS Tychy - 1974–75: Widzew Łódź, Stal Rzeszów | - 1975–76: Arka Gdynia, Odra Opole - 1976–77: Zawisza Bydgoszcz, Polonia Bytom - 1977–78: Gwardia Warsaw, GKS Katowice - 1978–79: Zawisza Bydgoszcz, Górnik Zabrze - 1979–80: Bałtyk Gdynia, Motor Lublin - 1980–81: Pogoń Szczecin, Gwardia Warsaw - 1981–82: GKS Katowice, Cracovia - 1982–83: Górnik Wałbrzych, Motor Lublin - 1983–84: Lechia Gdańsk, Radomiak Radom - 1984–85: Zagłębie Lubin, Stal Mielec - 1985–86: Olimpia Poznań, Polonia Bytom - 1986–87: Szombierki Bytom, Jagiellonia Białystok - 1987–88: Ruch Chorzów, Stal Mielec - 1988–89: Zagłębie Lubin, Zagłębie Sosnowiec - 1989–90: Hutnik Kraków - 1990–91: Stal Stalowa Wola - 1991–92: Pogoń Szczecin, Siarka Tarnobrzeg - 1992–93: Warta Poznań, Polonia Warszawa - 1993–94: Raków Częstochowa, Stomil Olsztyn - 1994–95: Śląsk Wrocław, GKS Bełchatów - 1995–96: Odra Wodzisław, Polonia Warszawa - 1996–97: Dyskobolia Grodzisk Wlkp., Petrochemia Płock - 1997–98: Ruch Radzionków, GKS Bełchatów - 1998–99: Dyskobolia Grodzisk Wlkp., Petrochemia Płock - 1999–00: Śląsk Wrocław - 2000–01: RKS Radomsko | - 2001–02: Lech Poznań - 2002–03: Górnik Polkowice - 2003–04: Pogoń Szczecin - 2004–05: Korona Kielce - 2005–06: Widzew Łódź - 2006–07: Ruch Chorzów - 2007–08: Lechia Gdańsk - 2008–09: Widzew Łódź - 2009–10: Widzew Łódź - 2010–11: ŁKS Łódź - 2011–12: Piast Gliwice - 2012–13: Zawisza Bydgoszcz - 2013–14: GKS Bełchatów - 2014–15: Zagłębie Lubin - 2015–16: Arka Gdynia - 2016–17: Sandecja Nowy Sącz - 2017–18: Miedź Legnica - 2018–19: Raków Częstochowa - 2019–20: Stal Mielec |